# 三船製片公司

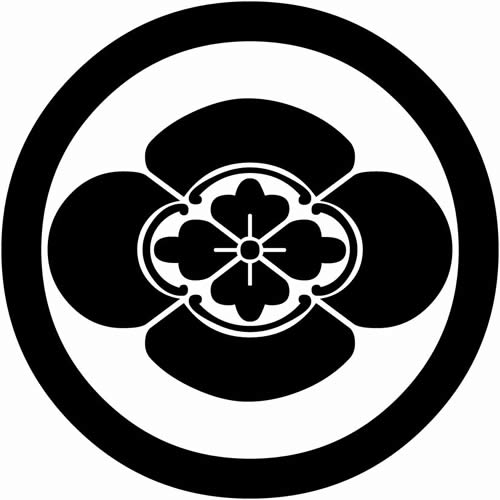
三船製片公司的圖騰

三船製片公司（日语：三船プロダクション）是於1962年7月由日本知名演員三船敏郎投資所創設，成為當時日本的一個獨立製片廠與經紀公司。
多半日本時代劇的作品拍攝，都曾在這裡進行，作品幾乎以三船敏郎出演的電影為主，當時被稱為「東京唯一的時代劇拍攝場所（東京で唯一時代劇が撮れるスタジオ）」。

## 公司成立與興盛時期
此製片廠也屬於東寶株式會社的一部分，森岩雄、藤本真澄和川喜多長政聯名加入董事會，營運方面由東寶知名製片人田中友幸擔當後盾，盡心經營。自1960年代起，東寶電影公司推出各類型的電影作品，不斷獲得好評，促使三船敏郎投資成立獨立製片。
而三船敏郎在1969年和中村錦之助、石原裕次郎共同出演《風林火山》成為當時藝能界的重要話題。
公司成立後的第二年，由三船敏郎親自執導電影《五十萬人的遺產》，為公司成立之後第一部出品電影，當年票房第七名。此後三船製片公司出品的電影，多以時代劇為主，製作了許多電影、電視劇。
1966年三船公司在東京世田谷區成城落成攝影棚的建築，其規模足以和日本五大電影公司匹敵。
1968年三船製作的《黑部的太陽》和1969年的《風林火山》，兩部電影當年票房都位居第一的好成績。

## 內部分裂與沒落
當時三船製片公司旗下的藝人眾多，例如龍雷太、多岐川裕美、勝野洋、竹下景子等人，三船製片的沒落有兩個原因，1979年公司內部發生變亂，多半旗下演員脫離三船製片，另組「田中獨立製片公司」（後來田中獨立製片公司的龍雷太、阿知波信介也發生內部分裂，導致破產。1983年兩人成立「專業演員協會（アクターズプロ）」，阿知波於2007年5月自殺，同月，「專業演員協會」也破產，損失慘重。）
而三船製片也吃上了許多官司，最後以和解收場。第二種原因是三船敏郎的前妻吉峰幸子在1970年代關係冷淡，訴求離婚，其中有可能是「田中獨立製片」的陰謀論，刻意讓三船破產，幸子向三船要求六億日圓的贍養費，使得三船將自己擁有的別墅、公寓和手中股票都讓給幸子，導致財源不濟，資金大幅減少，難以支付公司所欠的債款。
在種種複雜關係下，三船敏郎手下的三船製片慘遭失敗，負債累累，從此風光不再。

## 後續發展
三船製片遭受打擊之後，苦尋解決之道，1981年創立「三船藝術學院」，教育培養年輕人，1984年三船製作相關製片廠倒閉，從此規模變小。1997年三船敏郎逝世後，其子三船史郎繼承父親的董事會長，至今三船製片依然繼續經營著，主要業務是昔日製作作品的著作權管理。

## 旗下藝人
- 三船力也
- 小林元樹

## 工作人員
- 元村武（製片人・所屬日活）
- 鹿島章弘
- 白井政一
- 山田一夫（攝影師・所屬東寶）

## 製作作品

### 電影作品
- 五十萬人的遺產 (1963年)
- 侍 (1965年)
- 血與砂 (1965年)
- 怒濤一萬浬 (1966年)
- 奇巖城的冒險 (1966年)
- 奪命劍 上意討ち 拝領妻始末 (1967年)
- 黑部的太陽 (1968年) ※與「石原製片」共同製作
- 赤毛 (1969年)
- 風林火山 (1969年)
- 新選組 (1969年)
- 降龍伏虎 待ち伏せ (1970年)
- 二人だけの朝 (1971年)
- 犬笛（1978年）※三船製片創立15周年紀念作品
- 戰國自衛隊 (1979年) ※協同製作
- 武士道ブレード (1981年) ※協同製作
- 海燕ジョーの奇跡 (1984年)

### 電視劇作品
- 桃太郎武士 （1967年、NTV）
- 大忠臣蔵 （1971年、NET）
- 荒野の素浪人 （1972年・1974年、NET）
- 荒野の用心棒 （1973年、NET）
- 大江戸捜査網 （1973年、12ch）

## 外部連結
三船プロダクション （页面存档备份，存于）